# Medea Benjamin
Medea Benjamin (nascida em 10 de setembro de 1952) é uma ativista política estadunidense, especialmente conhecida por co-fundar o movimento feminista e pacifista Code Pink e, juntamente com o ativista e autor Kevin Danaher, o grupo de defesa de comércio justo Global Exchange. Benjamin também foi candidata do Partido Verde na Califórnia em 2000 para o Senado dos Estados Unidos. Ela atualmente contribui para OpEdNews e The Huffington Post.
Em 2003, The Los Angeles Times descreveu-a como "um dos líderes de alto perfil" do movimento pacifista.
Em 2017, Benjamin foi nomeada para o Prêmio Nobel da Paz por Mairead Maguire.

## Formação e início de ativismo
Susan Benjamin cresceu em Freeport, em Long Island, e se autodescreveu como "menina judia agradável".
Durante seu primeiro ano na Universidade Tufts, decidiu mudar seu nome para a personagem mitológica grega Medeia e uniu-se ao movimento estudantil. Ela então abandonou a escola e viajou pela Europa e África, dando aulas de inglês para ganhar dinheiro. Retornou mais tarde aos Estados Unidos e tornou-se mestra em saúde pública pela Universidade Columbia e em economia na New School. Benjamin trabalhou durante dez anos como economista e nutricionista na América Latina e na África para a Organização das Nações Unidas para a Agricultura e a Alimentação, a Organização Mundial da Saúde e a Agência Sueca para o Desenvolvimento Internacional.
De 1979 a 1983, Benjamin viveu e trabalhou em Cuba, e se casou com o treinador da equipe cubana de basquete. Ela trabalhou para um jornal comunista, inicialmente descrevendo a nação como um "paraíso". No entanto, depois de escrever um artigo sobre a censura em Cuba, Benjamin foi deportada. Depois de voltar para os EUA, ela conheceu seu atual marido, Kevin Danaher.

## Carreira
Em 1988, com seu marido, Kevin Danaher, e Kirsten Moller, Benjamin co-fundou a organização Global Exchange, com sede em San Francisco, que defende alternativas de comércio justo para o que ela descreve como a globalização corporativa. Em 2002, co-fundou o grupo feminista pacifista Code Pink: Women for Peace, que defendeu o fim da guerra no Iraque, a prevenção de guerras futuras e a justiça social. Benjamin também esteve envolvida com a organização antiguerra United for Peace and Justice.
Mais tarde, ela criou o Centro de Observação da Ocupação em Bagdá (IOWC) para monitorar os militares dos Estados Unidos e o efeito da guerra sobre as populações civis. Através desse centro, ela trouxe membros das famílias de militares dos EUA para ver as condições em que o pessoal alistado servia e para falar contra a guerra, no Congresso e nas Nações Unidas, em 2003.
Em 2000, Benjamin concorreu para o Senado dos Estados Unidos pelo Partido Verde, na Califórnia. Ela fez campanha em questões como um salário digno, educação e cuidados de saúde universais. Ela obteve 3% dos votos. Desde então, manteve-se ativa no Partido Verde e também apoiou os esforços dos Democratas Progressistas da América.
A partir de abril de 2015, ela tem atuado no Gabinete de Sombra Verde dos Estados Unidos como "Secretária de Estado".

## Protestos

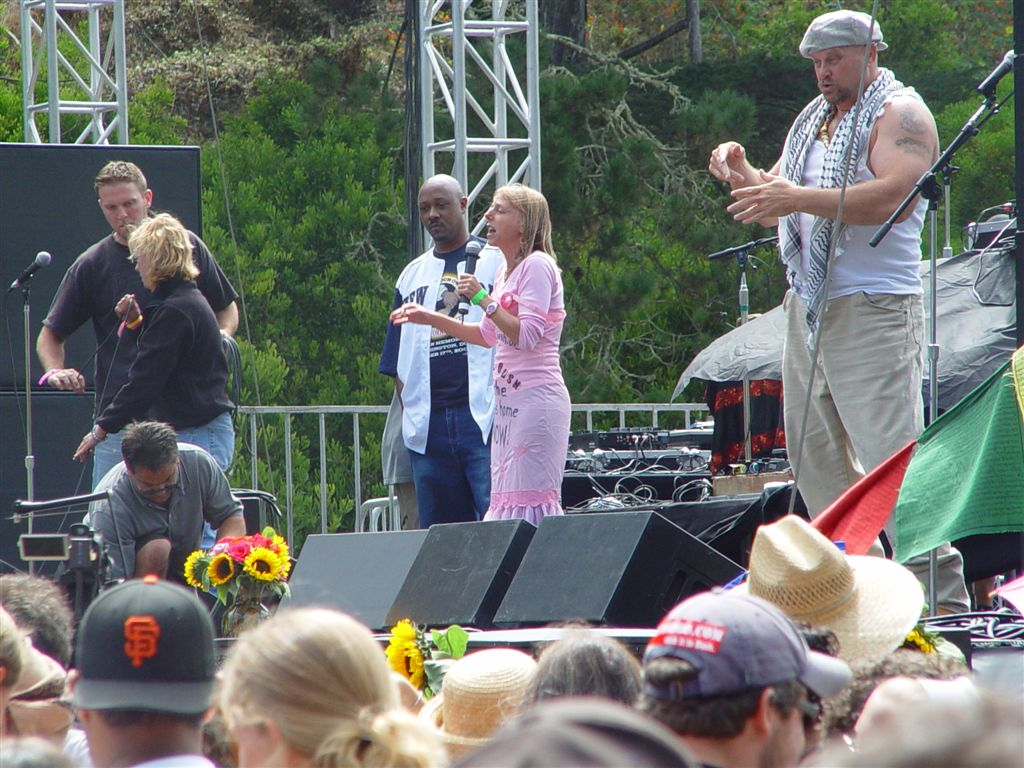
Medea Benjamin falando em ato do Code Pink.

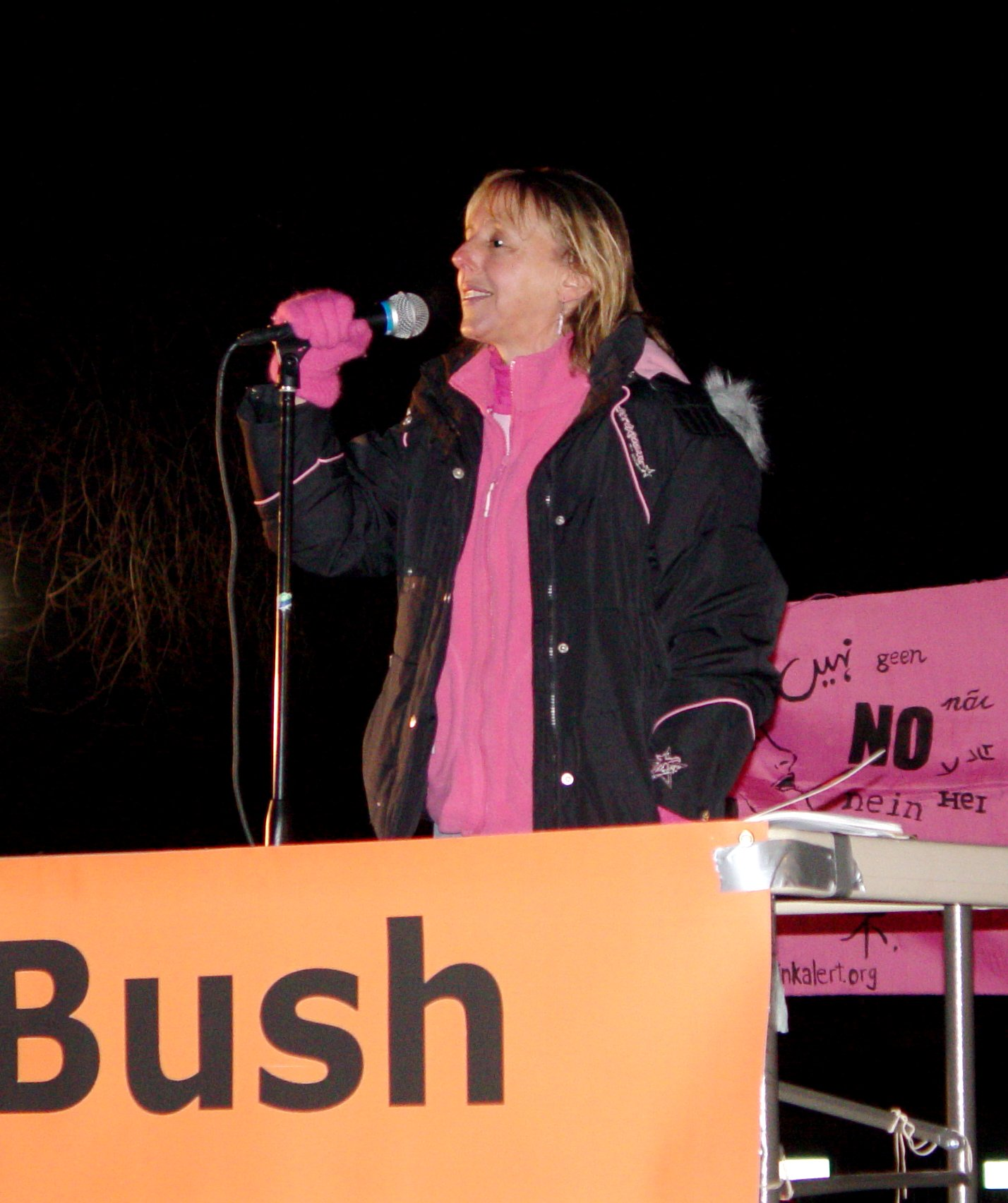
Medea Benjamin falando em ato político, em 2007.

De 2002 a 2009, Benjamin se envolveu em numerosos protestos envolvendo o secretário de Defesa dos EUA Donald Rumsfeld, o presidente dos EUA, George W. Bush, a secretária de Estado dos EUA Condoleezza Rice e o primeiro-ministro iraquiano, Nouri al-Maliki, entre outros. Benjamin se envolveu em ações de protesto semelhantes na Convenção Nacional Democrata de 2004 e na Convenção Nacional Republicana de 2004. Em 4 de dezembro de 2007, ela foi presa pela polícia em Lahore, Paquistão e deportada depois de protestar contra a prisão domiciliar de advogados. Em 2009, Benjamin juntou-se ao comitê de direção da Marcha da Liberdade de Gaza. Em fevereiro de 2012 Benjamin foi presa e deportada por sua entrada ilegal no Bahrein e por participar de um protesto ilegal.
Em 2005-2010, ela trabalhou para se opor às ameaças dos EUA de uma possível guerra iminente com o Irã, incluindo lobby no Congresso, levando delegações de paz ao Irã e levando jovens iranianos ao Congresso.
Benjamin repetidamente interrompeu um importante discurso do então presidente dos EUA, Barack Obama, sobre a política dos Estados Unidos na Guerra ao Terror, na Universidade de Defesa Nacional, em 23 de maio de 2013. Depois que Benjamin foi tirada do local por conta de suas ações, Obama fugiu ao script e disse: "Vale prestar atenção na voz daquela mulher. Obviamente eu não concordo com o que ela disse, e obviamente ela não estava me ouvindo ou muito do que eu disse, mas essas são questões difíceis, e a sugestão de que podemos não prestar atenção a elas com seriedade é errada".
"Se ele realmente tivesse feito mudanças significativas na política, eu não diria nada", disse Benjamin ao Daily Beast depois. "Eu teria preferido essa opção, mas como ele não fez esse tipo de mudanças que eu estava procurando, eu estava feliz por ter a oportunidade de falar".
Em 21 de julho de 2016, Benjamin interrompeu o discurso de aceitação de Donald J. Trump na Convenção Nacional Republicana com um sinal que dizia: "Construa pontes e não paredes".

## Reconhecimento
Em 2010, recebeu o Prêmio Martin Luther King, Jr. para a Paz, da Sociedade de Reconciliação. Em 2012, ganhou o Marjorie Kellogg National Peacemaker Award, o Thomas Merton Center Peace Award e o Peace Foundation Memorial Award "em reconhecimento à sua liderança criativa na linha de frente do movimento anti-guerra". Em 2014, ela recebeu o Prêmio Gandhi para a Paz "para honrá-la por sua defesa inflexível pela justiça social de mais de 30 anos".

## Livros
- Bridging the Global Gap: A Handbook to Linking Citizens of the First and Third Worlds (1989). Com Andrea Freedman. Global Exchange / Seven Locks Press. ISBN 0-932020-73-9
- No Free Lunch: Food and Revolution in Cuba Today (1989). Com Joseph Collins and Michael Scott. Princeton University Press. ISBN 0-935028-52-8
- Don't Be Afraid, Gringo: A Honduran Woman Speaks From The Heart: The Story of Elvia Alvarado (1989). Harper Perennial. ISBN 0-06-097205-X
- Greening of the Revolution: Cuba's Experiment with Organic Agriculture (1995). Com Peter Rossett. Ocean Press. ISBN 1-875284-80-X
- Cuba: Talking About Revolution: Conversations with Juan Antonio Blanco (1996). Com Juan Antonio Blanco. Inner Ocean Publishing. ISBN 1-875284-97-4
- Benedita Da Silva: An Afro-Brazilian Woman's Story of Politics and Love (1997). Com Benedita da Silva e Maisa Mendonca. Institute for Food and Development Policy. ISBN 0-935028-70-6
- The Peace Corps and More: 175 Ways to Work, Study and Travel at Home & Abroad (1997). Com Miya Rodolfo-Sioson. Global Exchange / Seven Locks Press. ISBN 0-929765-04-4
- I, Senator: How, together, we transformed the state of California and the United States (2000). Green Press.
- The Nuts Baked In: My Life as a Fruitcake (2003). Non Compos Press. ISBN  978-0451163967
- How to Stop the Next War Now: Effective Responses to Violence and Terrorism (2005). Como Jodie Evans. Inner Ocean Publishing. ISBN 1-930722-49-4
- Drone Warfare: Killing by Remote Control (2012). OR Books.[25] ISBN 978-1-935928-81-2
- Kingdom of the Unjust: BEHIND THE U.S.–SAUDI CONNECTION (2016). OR Books. ISBN 978-1-682190-46-3